# Maratus suae
Maratus suae — вид павуків родини павуків-стрибунів (Salticidae). Описаний у 2020 році.

## Назва
Вид названий на честь жінки на ім'я Сунаяна, що зібрала типові зразки.

## Поширення
Ендемік Австралії. Поширений у Leschenault Peninsula Conservation Park в штаті Західна Австралія.

## Опис
Самці завдовжки 5 мм, самиці — 5,4 мм.